# Bathypera goreaui
Bathypera goreaui är en sjöpungsart som beskrevs av C.S. Millar och Goodbody 1974. Bathypera goreaui ingår i släktet Bathypera och familjen lädermantlade sjöpungar. Inga underarter finns listade.